# 80
Năm 80 là một năm trong lịch Julius. 